# Utbildningsradion
Образовательное радио (швед. Utbildningsradion AB) — частное акционерное общество.

## Теле- и радиопродюсерская деятельность компании
Осуществляет подготовку образовательных теле- и радиопередач для других государственных вещательных организаций Швеции (акционерные общества «Телевидение Швеции» и «Радио Швеции»).

## Правопредшественники
Основано в 1979 году в результате реорганизации акционерного общества «Радио Швеции» путём разделения на акционерные общества «Телевидение Швеции», «Национальное радио Швеции», Местное радио Швеции и «Образовательное радио».

## Владельцы
Радиокомпания принадлежит Управляющему учреждению Телевидения Швеции.

## Руководство
Руководство радиокомпанией осуществляют:
- правление (швед. styrelse), избираемое правлением Управляющего учреждения Радио Швеции, Телевидения Швеции и Образовательного радио;
- исполнительный директор (швед. verkställande direktör), назначаемый правлением.